# Yano Tetsuya
Tetsuya Yano (sinh ngày 21 tháng 5 năm 1984) là một cầu thủ bóng đá người Nhật Bản.

## Sự nghiệp câu lạc bộ
Tetsuya Yano đã từng chơi cho Kashiwa Reysol và Ehime FC.